# Apalocnemis indefinita
Apalocnemis indefinita är en tvåvingeart som beskrevs av Collin 1933. Apalocnemis indefinita ingår i släktet Apalocnemis och familjen Brachystomatidae. Inga underarter finns listade i Catalogue of Life.